# Melasina ochrocoma
Melasina ochrocoma är en fjärilsart som beskrevs av Edward Meyrick 1894. Melasina ochrocoma ingår i släktet Melasina och familjen säckspinnare. Inga underarter finns listade i Catalogue of Life.